# 博羅夫涅
51°30′41″N 25°17′12″E / 51.51139°N 25.28667°E
博羅夫涅（烏克蘭語：Боровне），是烏克蘭西北部的村莊，隸屬沃倫州的卡明-卡希爾斯基區。該村面積2.23平方公里，海拔高度150米，2024年人口500，人口密度每平方公里351.99人。